# The BBC Sessions (album Texas)
The BBC Sessions – album szkockiego zespołu Texas wydany 9 września 2007 roku. Z dziesięciu sesji nagranych pomiędzy 12 marca 1989 a 18 października 2003 w studiu BBC w Londynie zostały wybrane najważniejsze nagrania które składają się na album.

## Lista utworów
| Dysk 1 | Dysk 1                   | Dysk 1                         | Dysk 1                  | Dysk 1  |
| Nr     | Tytuł utworu             | Autorzy                        | Nagrano                 | Długość |
| ------ | ------------------------ | ------------------------------ | ----------------------- | ------- |
| 1.     | „Thrill Has Gone”        | Spiteri / McElhone             | Richard Skinner 12/3/89 | 4:16    |
| 2.     | „Everyday Now”           | Spiteri / McElhone             | Richard Skinner 12/3/89 | 4:31    |
| 3.     | „Future Is Promises”     | Spiteri / McElhone / McErlaine | Richard Skinner 12/3/89 | 3:43    |
| 4.     | „Prayer for You”         | Spiteri / McElhone             | Richard Skinner 12/3/89 | 3:28    |
| 5.     | „It Hurts Me Too”        | Whitaker                       | Mark Goodier 8/4/89     | 2:49    |
| 6.     | „Dream Hotel”            | Spiteri / McElhone             | Johnnie Walker 19/10/91 | 3:14    |
| 7.     | „Alone with You”         | Spiteri / McElhone             | Johnnie Walker 19/10/91 | 3:03    |
| 8.     | „Fade Away”              | Spiteri / McElhone             | Johnnie Walker 11/12/93 | 3:28    |
| 9.     | „You Owe It All to Me”   | Spiteri / McElhone             | Johnnie Walker 11/12/93 | 3:25    |
| 10.    | „I Want to Go to Heaven” | Spiteri / McElhone             | Johnnie Walker 11/12/93 | 3:17    |
| 11.    | „I’ve Got a Feeling”     | Lennon / McCartney             | Johnnie Walker 11/12/93 | 4:09    |
| 12.    | „I Don’t Want a Lover”   | Spiteri / McElhone             | Live Session 1/1/94     | 4:50    |
| 13.    | „So in Love with You”    | Spiteri / McElhone             | Live Session 1/1/94     | 4:19    |
| 14.    | „Tired of Being Alone”   | Green                          | Live Session 1/1/94     | 3:04    |

| Dysk 2 | Dysk 2                        | Dysk 2                                         | Dysk 2                 | Dysk 2  |
| Nr     | Tytuł utworu                  | Autorzy                                        | Nagrano                | Długość |
| ------ | ----------------------------- | ---------------------------------------------- | ---------------------- | ------- |
| 1.     | „Insane”                      | Spiteri / McElhone                             | Mary Anne Hobbs 7/5/97 | 4:51    |
| 2.     | „Say What You Want”           | Spiteri / McElhone                             | Mary Anne Hobbs 7/5/97 | 3:52    |
| 3.     | „You’re All I Need to Get By” | Simpson / Ashford                              | Mary Anne Hobbs 7/5/97 | 4:12    |
| 4.     | „Black Eyed Boy”              | Spiteri / McElhone / Campbell / Hynd / Hodgens | Jo Whiley 19/12/97     | 3:29    |
| 5.     | „Halo”                        | Spiteri / McElhone                             | Jo Whiley 19/12/97     | 3:54    |
| 6.     | „Tell Me the Answer”          | Spiteri / McElhone / Hodgens                   | Simon Mayo 13/4/99     | 3:22    |
| 7.     | „In Our Lifetime”             | Spiteri / McElhone                             | Simon Mayo 13/4/99     | 3:36    |
| 8.     | „Carnival Girl”               | Spiteri / McElhone / Harrow                    | Chris Moyles 7/10/03   | 3:47    |
| 9.     | „Say What You Want”           | Spiteri / McElhone                             | Chris Moyles 7/10/03   | 3:21    |
| 10.    | „I’ll See It Through”         | Spiteri / McElhone / Chambers                  | Jonathan Ross 18/10/03 | 3:17    |